# Meroglossa rubricata
Meroglossa rubricata är en biart som först beskrevs av Smith 1879.  Meroglossa rubricata ingår i släktet Meroglossa och familjen korttungebin. Inga underarter finns listade i Catalogue of Life.

## Bildgalleri

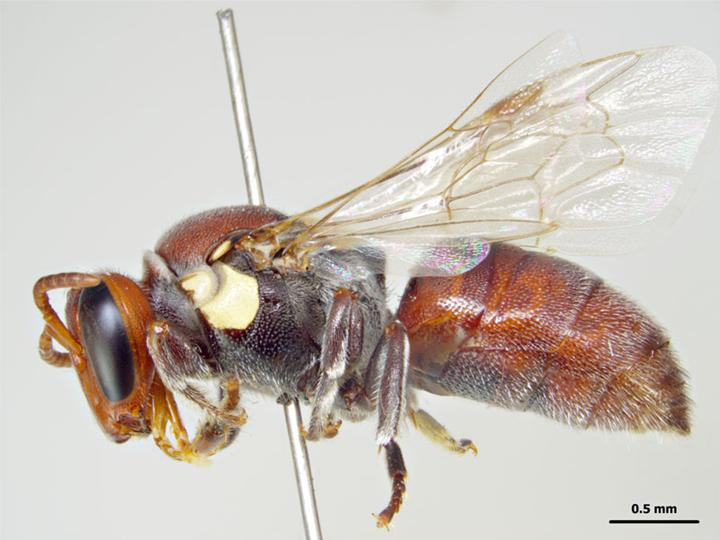
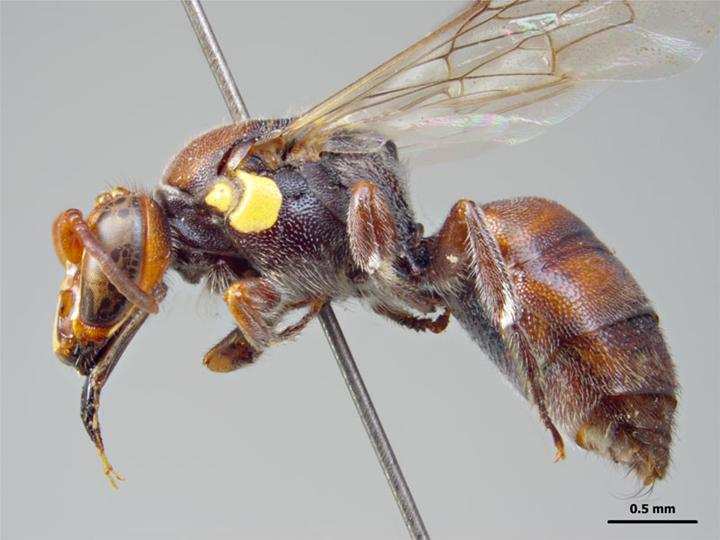